# Johan Folcher
Johan Folcher, född 1664 i Kalmar, död den 24 november 1729 i Asarum, var en svensk teolog.
Folcher blev 1684 student vid Uppsala universitet, men studerade sedermera i utlandet och blev 1696 teologie licentiat vid Justus-Liebig-Universität Giessen i Giessen. År 1698 utnämndes han till lektor vid Kalmar gymnasium, trots att domkapitlet misstänkte honom som "Hallensis, pietist, Spenerian". Strax efter tillträdet kom han i tvist med sina ämbetsbröder och sökte sig därför från Kalmar samt blev 1701 teologie professor i Pernau. Efter någon tid råkade han där i konflikt med två av sina ämbetsbröder, Ingemund Bröms och Nicolaus Wiraeus, samt superintendenten över Livland, Gabriel Skragge, vilka Folcher, som själv utmärkte sig för en fläckfri vandel, angripit för deras mindre exemplariska liv. Dessa hämnades genom att anklaga honom för att i sin i Giessen utgivna disputation ha uttalat pietistiska villomeningar. En deputation, bestående av de tre nämnda jämte tre präster, tillsattes. Folcher dömdes skyldig 1709. Den deputation, som under biskop Gezelius ordförandeskap 1710 tillsattes i Stockholm för att granska domen, bestyrkte delvis hans irrlärighet. Efter mycken strid under ömsesidiga beskyllningar för kätteri avgjordes saken i justitierevisionen 1718: Folcher dömdes sitt ämbete förlustig och insattes i fängsligt förvar. Frigiven följande år, erhöll han efter sina vedersakares död upprättelse, då riksdagen 1723 beviljade honom en livstidspension.